# Gesneria centuriella
Gesneria centuriella (лат.) — вид чешуекрылых насекомых из семейства огнёвок-травянок. Распространён в Европе, европейской части России, на Кавказе и в Южной Сибири, на Дальнем Востоке, в Северной Америке и Гренландии. Размах крыльев 25—33 мм. Передние крылья серовато-бурые с двумя перевязями, между которыми расположены два-три тёмно-бурых пятна; в основании переднего крыла находится чёрно-бурое пятно. Задние крылья светло-бурые с широкой бурой полосой по краям.

## Классификация
Выделят следующие подвиды:
- Gesneria centuriella beringiella Munroe, 1972
- Gesneria centuriella borealis (Duponchel, 1835)
- Gesneria centuriella caecalis (Walker, [1859])
- Gesneria centuriella centuriella (Denis & Schiffermüller, 1775)
- Gesneria centuriella ninguidalis (Hulst, 1886)